# Muzeum Konsol Gier Video w Karpaczu
Muzeum Konsol Gier Video w Karpaczu – otwarte 27 czerwca 2015 roku prywatne muzeum konsol i gier video mieszczące się przy powstałym wcześniej Prywatnym Muzeum Techniki i Budowli z Klocków Lego. W zasobach Muzeum znaleźć można ponad 100 eksponatów (konsol i komputerów), w tym kilkanaście maszyn udostępnionych do grania.
W zbiorach muzeum w Karpaczu znajdują się przede wszystkim konsole stacjonarne oraz także gry przenośne, jak  ruskie jajeczka firmy Elektronika. Najstarsza konsola w kolekcji to Philips Tele-Spiel z 1975 roku. W zasobach znajduje się także polska konsola Ameprod TVG10.